# La Bonté de Jacques V
Pour plus de détails, voir Fiche technique et Distribution.
La Bonté de Jacques V est un film français réalisé par Georges Denola, sorti en 1911.

## Fiche technique
- Titre : La Bonté de Jacques V
- Réalisation : Georges Denola
- Scénario :
- Photographie :
- Montage :
- Producteur :
- Société de production : Pathé Frères
- Société de distribution :  Pathé Frères
- Pays d'origine :  France
- Langue : film muet avec les intertitres en français
- Format : Noir et blanc — 35 mm — 1,33:1 — Muet
- Genre : Comédie
- Métrage : 235 mètres, dont 201 en couleurs
- Durée : 8 minutes
- Dates de sortie :
  - France : 24 octobre 1911